# Plastellina

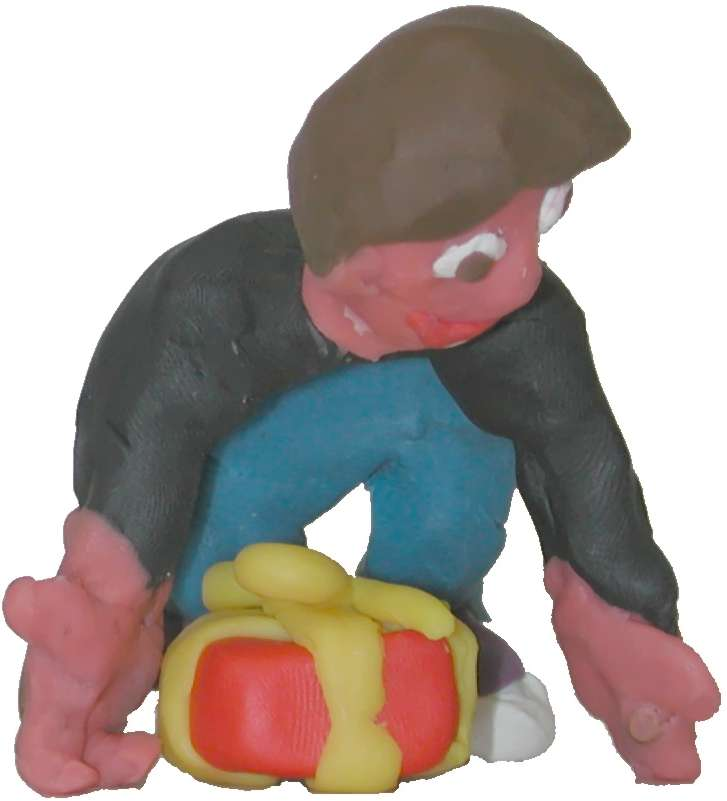
Figur gjord av plastellina.

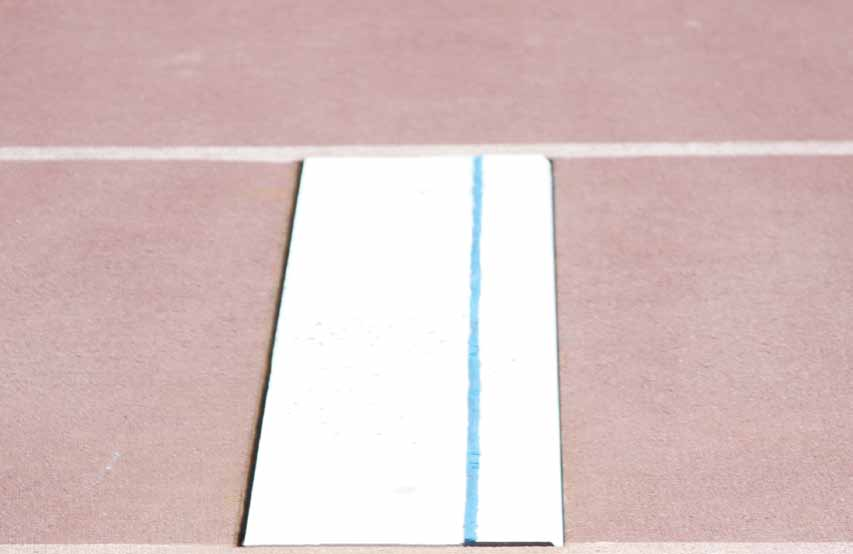
Hopp-plankan vid längdhoppsgrop. Det blå strecket är en "plastellina"-artad produkt som markerar eventuellt övertramp.

Plastellina (av italienskans plastilina, efter plastico, 'plastisk'), är ett formbart, lerliknande modelleringsmaterial, bestående av lera och vax med tillsats av fetter, vaselin och andra ämnen som förhindrar torkning. Genom lägre innehåll av vatten torkar det inte lika lätt och kan användas många gånger. Materialet används bland annat av skulptörer och som övertrampsmarkering inom friidrott. Plastellina är populär även i östeuropeiska länder för att kunna visualisera enklare modeller.
På grund av högt innehåll av fetter absorberar plastellina värme ganska snabbt och smälter vid direkt solljus, eller högre än rumstemperatur. Det finns dock undantag för den som kallas en ’industriell plastellina’ som tål även högre temperaturer.

## Varianter och utveckling
Den ursprungliga plastellinan är ett material som använts av skulptörer sedan medeltiden. Användningen var huvudsakligen för skisser och förarbeten till (mindre) skulpturer som sedan utarbetats i ett mer permanent material. Denna plastellina var främst baserad på vax och olika tillsatser, vilket gav seghet och formbarhet och lång hållbarhet.
Sedan 1800-talet har flera varianter med snarlika namn och egenskaper men med olika sammansättning utvecklats. Plastilina är en oljebaserad variant som utvecklades av Franz Kolb år 1880. En snarlik produkt är Plasticine utvecklad av William Harbutt år 1897. Detta sistnämnda material har också fått stor användning inom leranimation, bland annat hos Aardman Animations. Leranimation kräver ett material som kan utsättas för ständig manipulering utan att förlora sina plastiska egenskaper.
Plastellina-artade produkter används även inom friidrott för övertrampsmarkering, bland annat i samband med längdhopp och tresteg.